# Санада Юкімура
Санада Юкімура (яп. 真田信繁, さなだ のぶしげ; реальне ім'я: Санада Нобусіґе (яп. 真田 信繁) 1567 — 3 червня 1615) — японський самурайський військовик, даймьо періоду Сенґоку.

## Життєпис
Походив з роду Санада. Другий син Санада Масаюкі. Народився у 1567 році в області Шу провінції Сінано. Здобув класичну для самурая освіту. З 1579 року став службу у війську Такеда. У 1582 році з'єднані сили Ода Нобунаги і Токугави Іеясу перемогли клан Такеда, союзником якого був клан Санада. Спочатку рід Санада змушено здався Нобунаге. Однак, того ж року після смерті Нобунаги, вони Масаюкі та Юкімура здобули самостійність, уклавши союзи з кланами Уесугі, Ґо-Ходзьо та Токуґава. У 1585 році брав участь у війську Уесуґі Каґекацу проти Токуґава.
Проте незабаром Санада підкорилися Тойотомі Хідейосі. Слідом за цим оженився на представниці роду Отані. У 1592—1598 роках відзначився під час Корейської кампанії.
При дворі Тойотомі затоваришував з Ісіда Міцунарі. У 1600 році Токуґава зібрав війська для нападу на коаліцію на чолі із Ісіда Міцунарі. Рід Санада спочатку виступив на боці Токуґави. Але його роду довелося відступити до родинного замку Уеда. Коли Токугава відправив свою армію на Накасендо, клан Санада висунувся проти нього, і його 40-тисячного війська, з 2 тисячами бійців. Облога замку на чолі із Токуґава Хідетада тривала дуже довго. Зрештою призвело до того, що Хідетада не з'явився на бій при Секіґахарі, де його чекав Іеясу. За цей Токуґава бажав покарати Масаюкі та Юкімуру з клана Санада. Лише завдяки заступництву старшого брата Санада Нобуюкі смерть була замінена засланням. Юкімура став ченцем в одному з монастирів в Кії — у м.Кудояма.
У листах, які Санада Юкімура писав з вигнання своєму братові Нобуюкі і васалам родини Юкімура, він вказував, що захопився створенням ренга, який йому дається важко внаслідок того, що він пізно почав йому навчатися.
Після звільнення вирушив до Осаки, де приєднався до військ роду Тойотомі. У 1612 році стає головою свого клану. В 1614 та 1615 роках брав участь у захисті Осацького замку проти атаки армії роду Токуґава. Під час другого облоги замку шпигуни (ніндзя) Юкімури нишпорили по околицях, щоб знищити Токуґава Іеясу і зупинити вороже нашестя. Сам самурай, який був уже в похилому віці, самостійно зробив дві спроби. Під час другої Санада Юкімура він пробрався вночі на гору Тяусу по таємній стежці, де розташовувався головний загін війська Токуґави, заклав порох і підірвав табір Хірано. Тоді Іеясу ледь не позбувся життя, лише завдяки охороні врятувався.
Зрештою після поразки основних сил Тойтомі та свого загону Санада Юкімура був важко поранений. Внаслідок неможливості продовжувати боротьбу наказав своїм слугам вбити себе.